# Harriet Backer

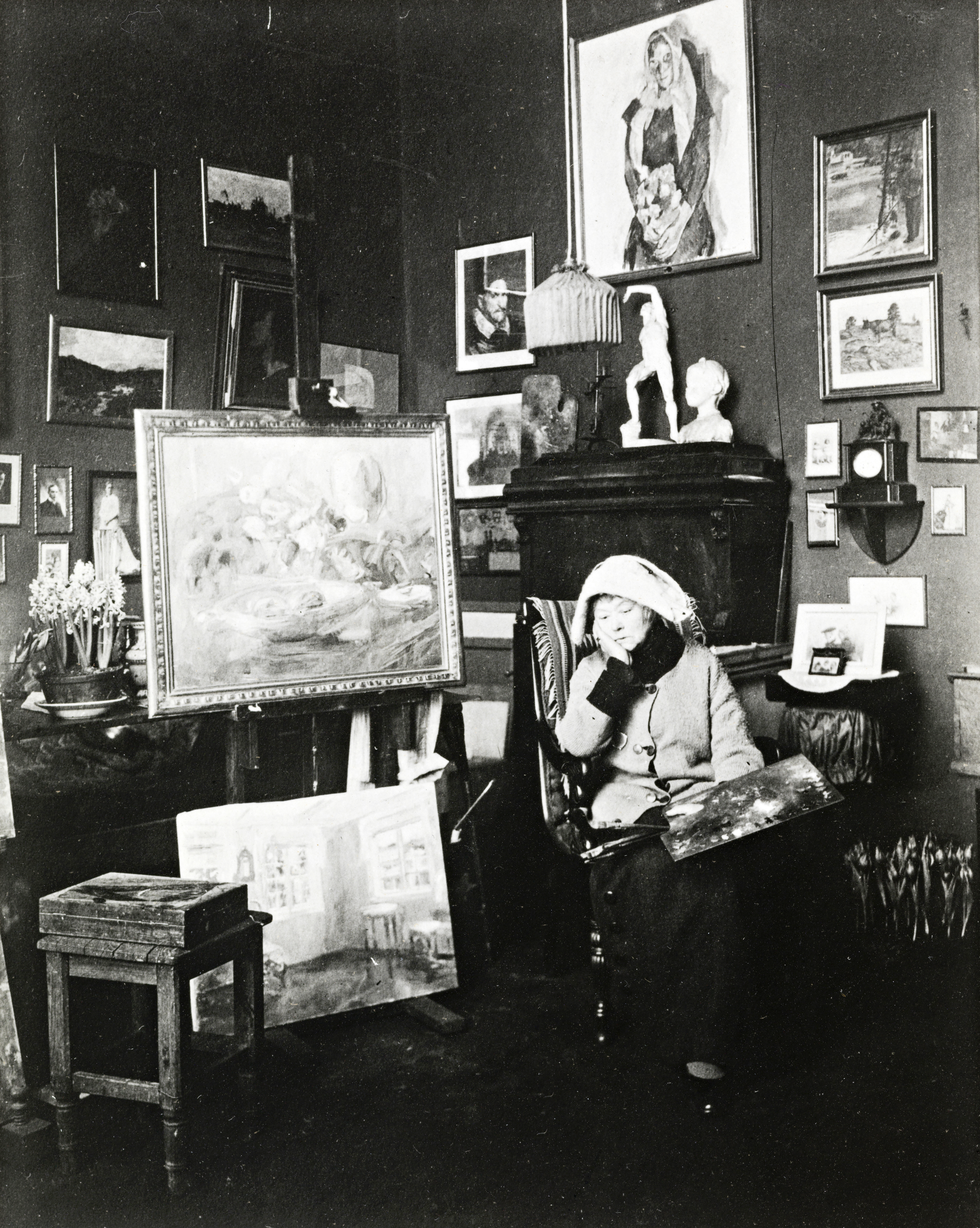
Harriet Backer, omkring 1920

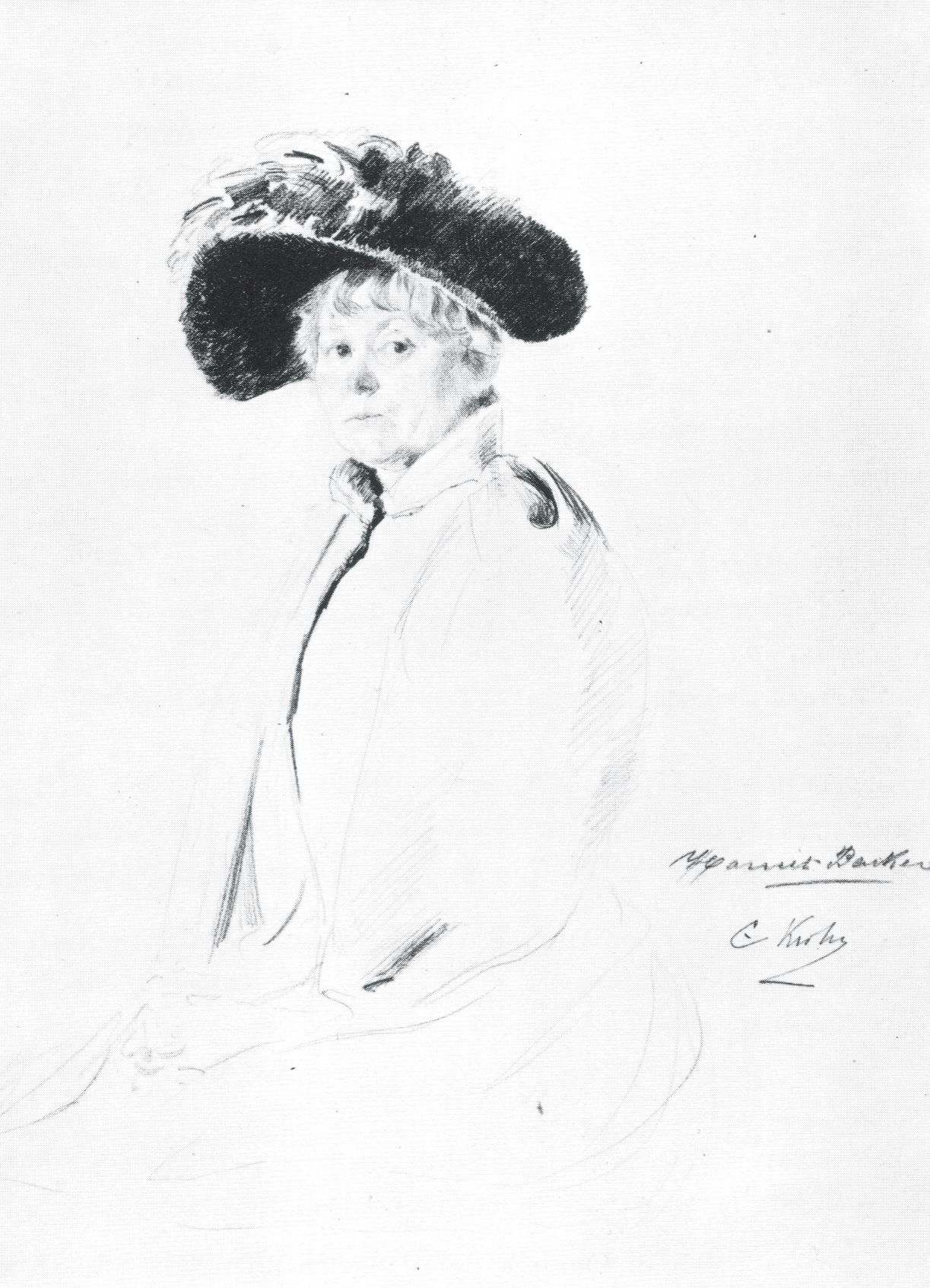
Porträtt skapat av Christian Krogh

Harriet Backer, född 21 januari 1845 i Holmestrand i Norge, död 25 mars 1932, var en norsk målare. Hon anses vara en av Norges viktigaste kvinnliga målare och är känd för sina interiörmotiv, landskapsbilder och detaljer förmedlade med fylliga färger och stämningsfull ljusättning. Harriet Backer var syster till pianisten Agathe Backer Grøndahl.

## Liv och karriär
Harriet Backer växte upp i Holmestrand, och från tolv års ålder i Kristiania. Där utbildade hon sig i teckning och målning för bland andra Jacob Calmeyer, på Johan Fredrik Eckersbergs målarskola, för Christen Brun och på Knud Bergsliens målarskola. Senare var hon elev till Eilif Peterssen och Léon Bonnat. Hon fullföljde utbildningen i München. I tio år bodde hon tillsammans med sin väninna Kitty Kielland i Paris. 
Harriet Backer arbetade i en realistisk tradition inom målarkonsten, och hon räknas både som naturalist och en tidig impressionist. Hon var en av Fleskum-målarna, arbetade tillsammans på Fleskum gård i Bærum sommaren 1886. Harriet Backer vann silvermedalj på Världsutställningen 1889 och fick Kungens förtjänstmedalj i guld 1908. Från 1921 mottog hon norska statens konstnärslön.

## Samlingar och verk
Några av Harriet Backers viktigaste verk är Solitude (1878–1880), Blått interiør (1883), Ved lampelys (1890) och Barnedåp i Tanum kirke (1892). Man känner till omkring 180 målningar av henne.
Hennes målningar finns på bland andra Nasjonalgalleriet, Bergen kunstmuseum Göteborgs konstmuseum och Nationalmuseum i Stockholm. Dessutom äger Bærums kommun flera verk.
Under tiden 22 februari till 18 augusti 2024 visas en stor utställning om Harriet Backer på Nationalmuseum i Stockholm.

## Bildgalleri

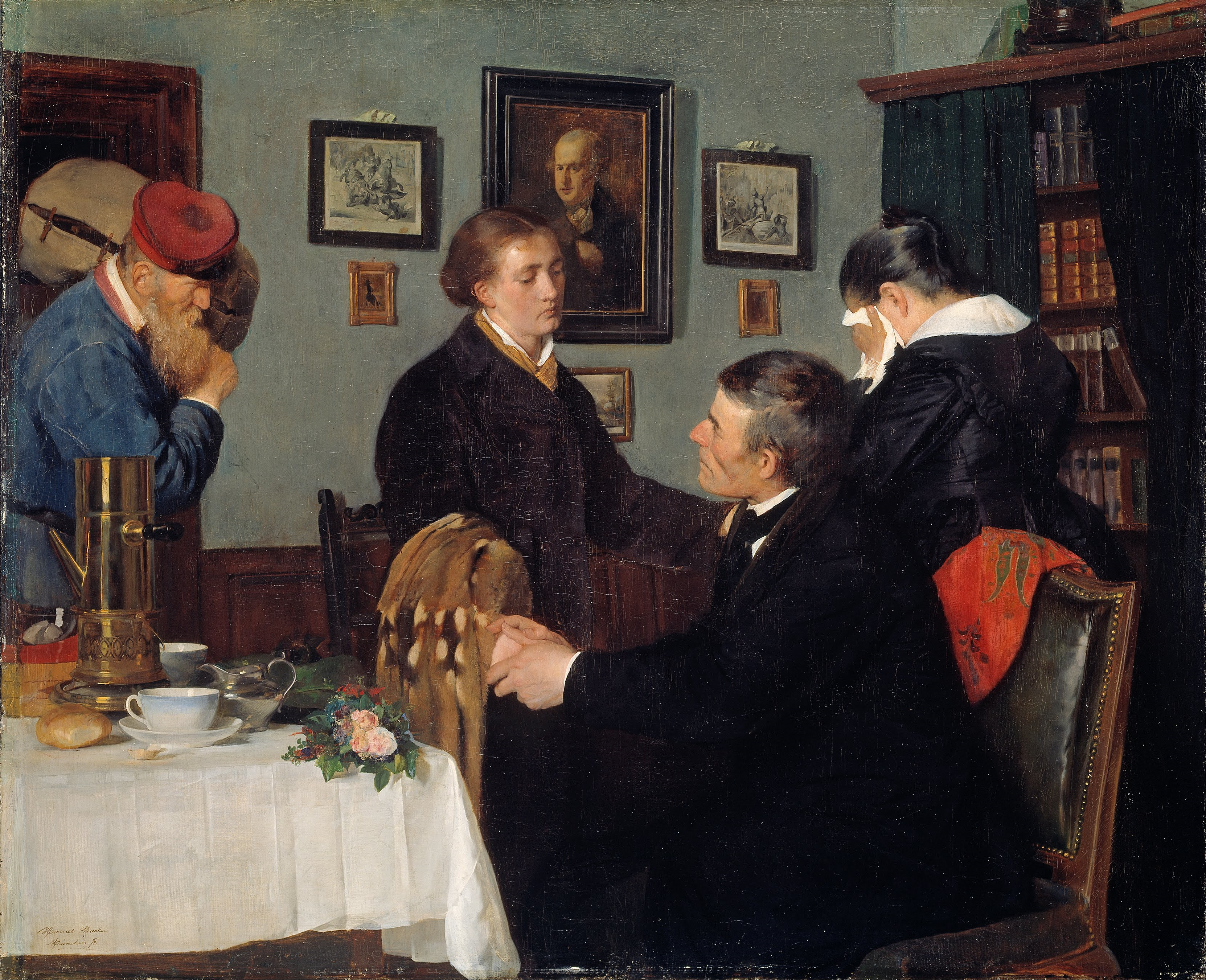
Avskedet, 1878
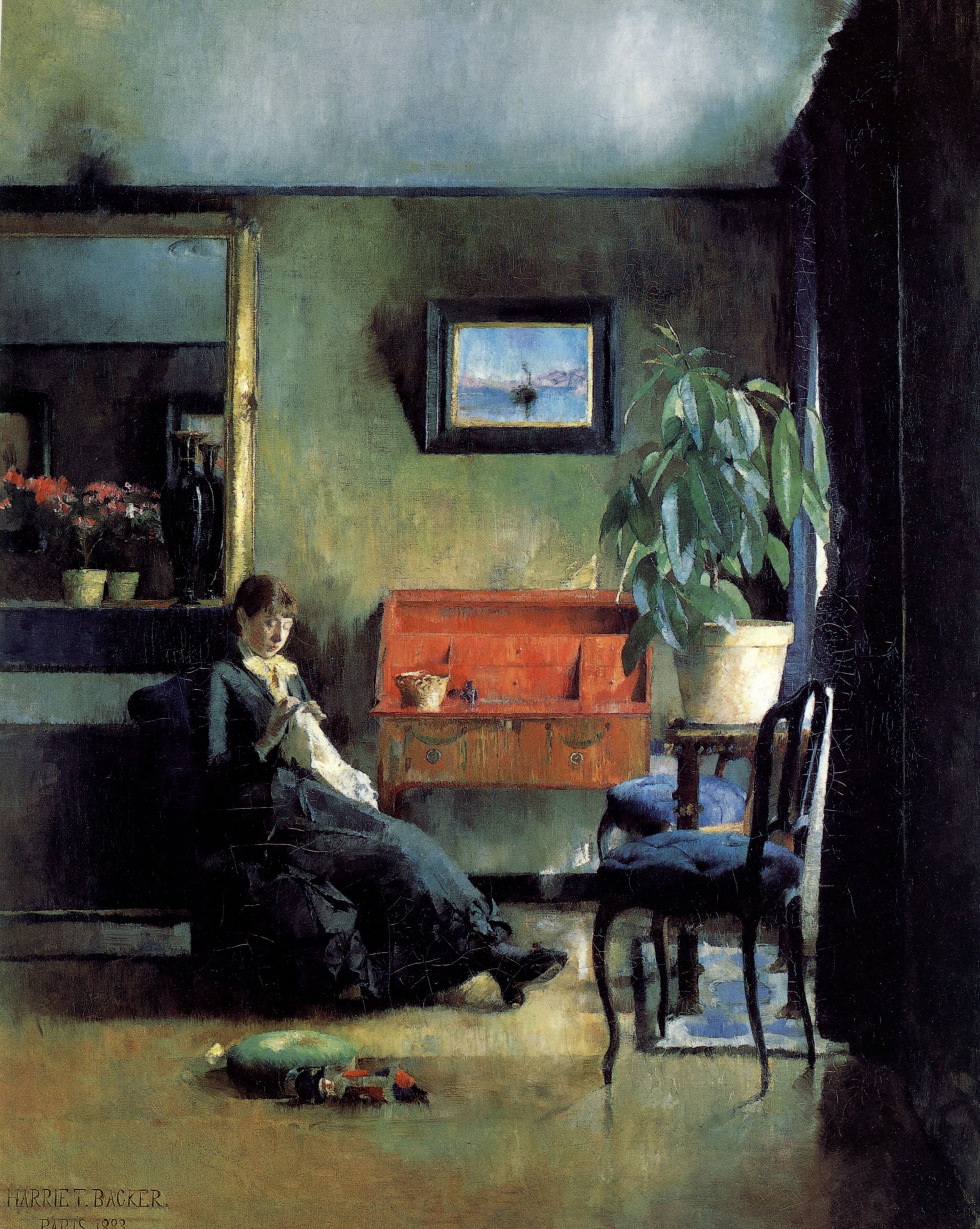
Blå interiør, 1883, med kollegan Asta Nørregaard som modell
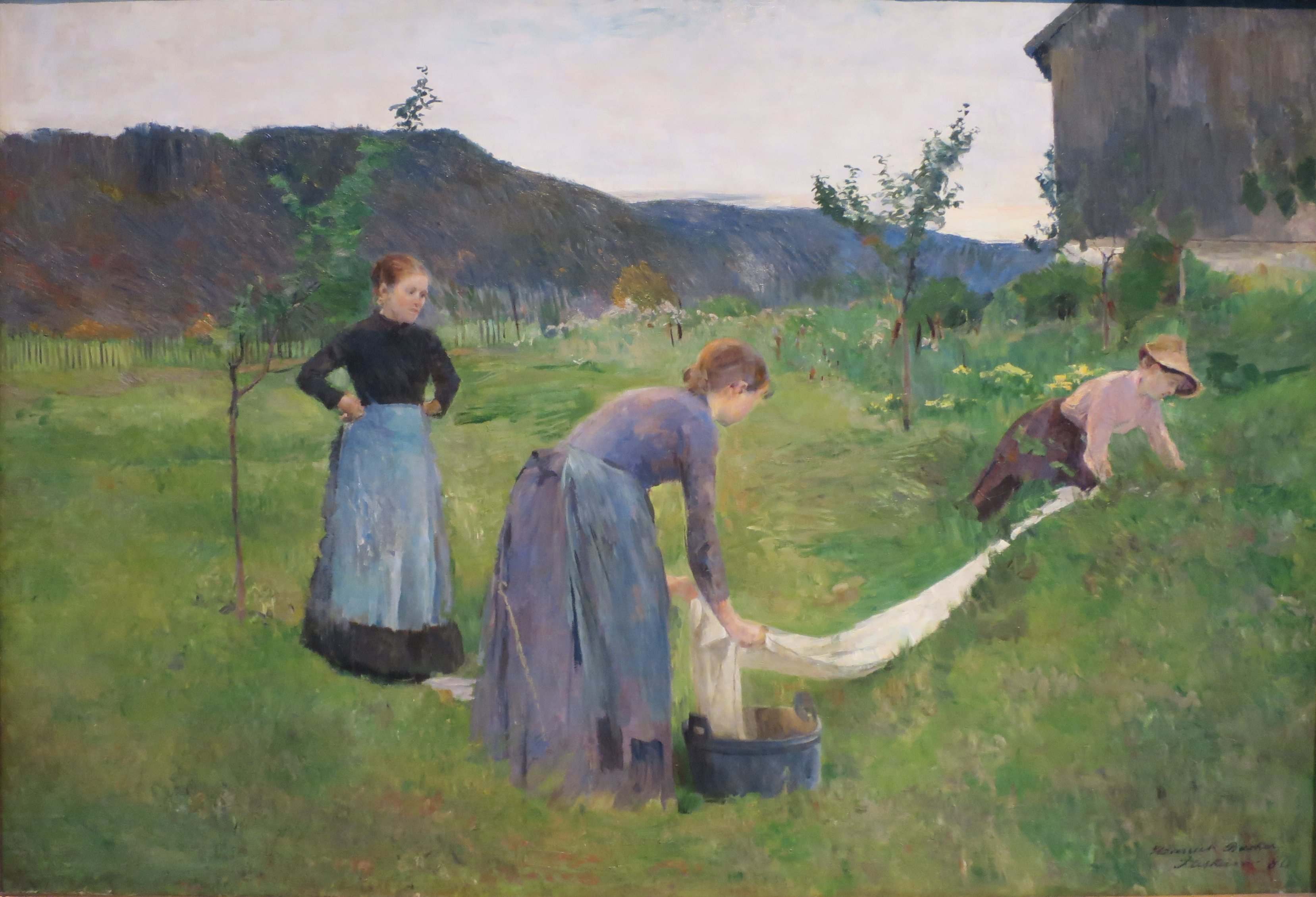
På bleikevollen, 1886-87
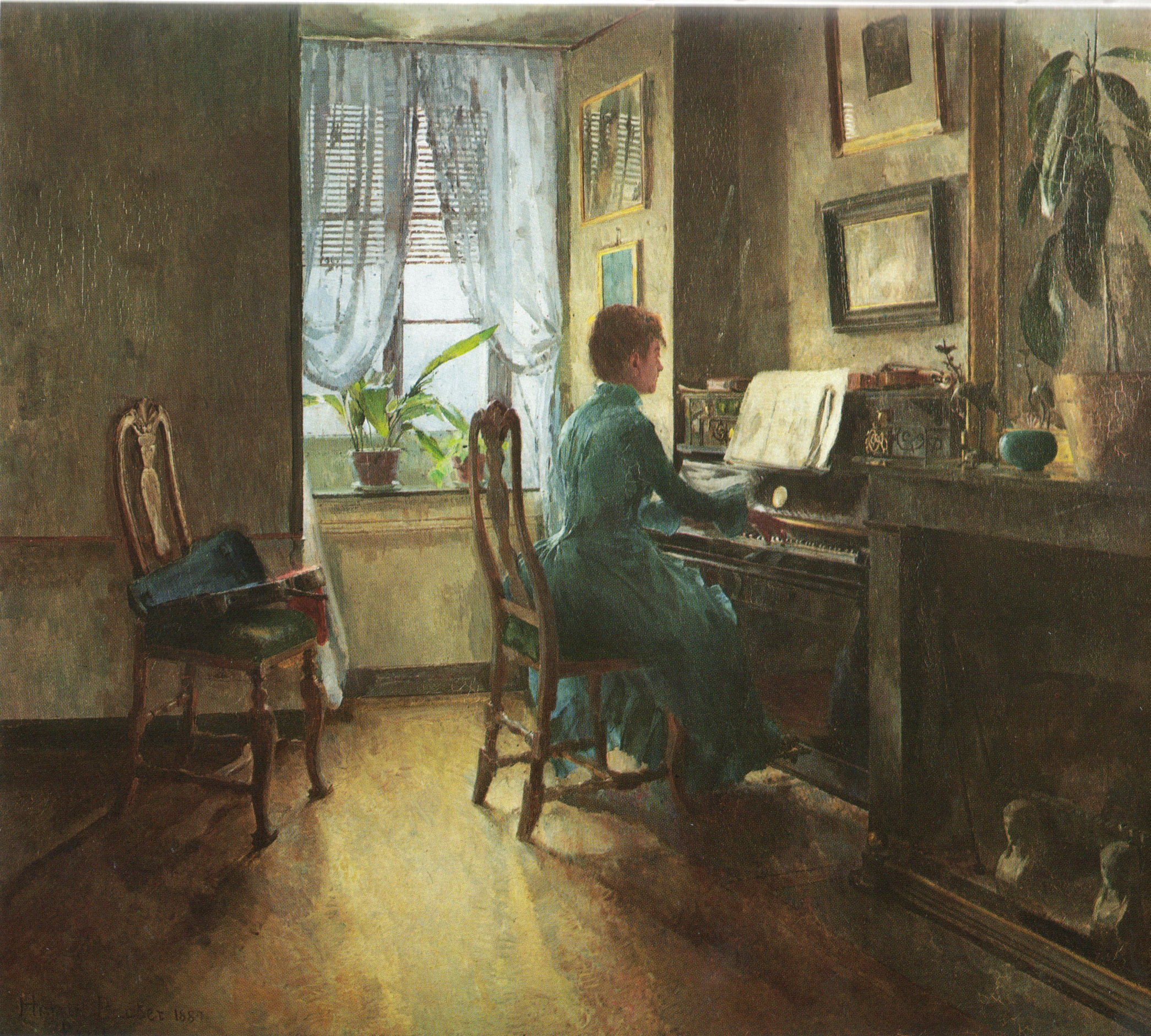
Chez moi, 1887
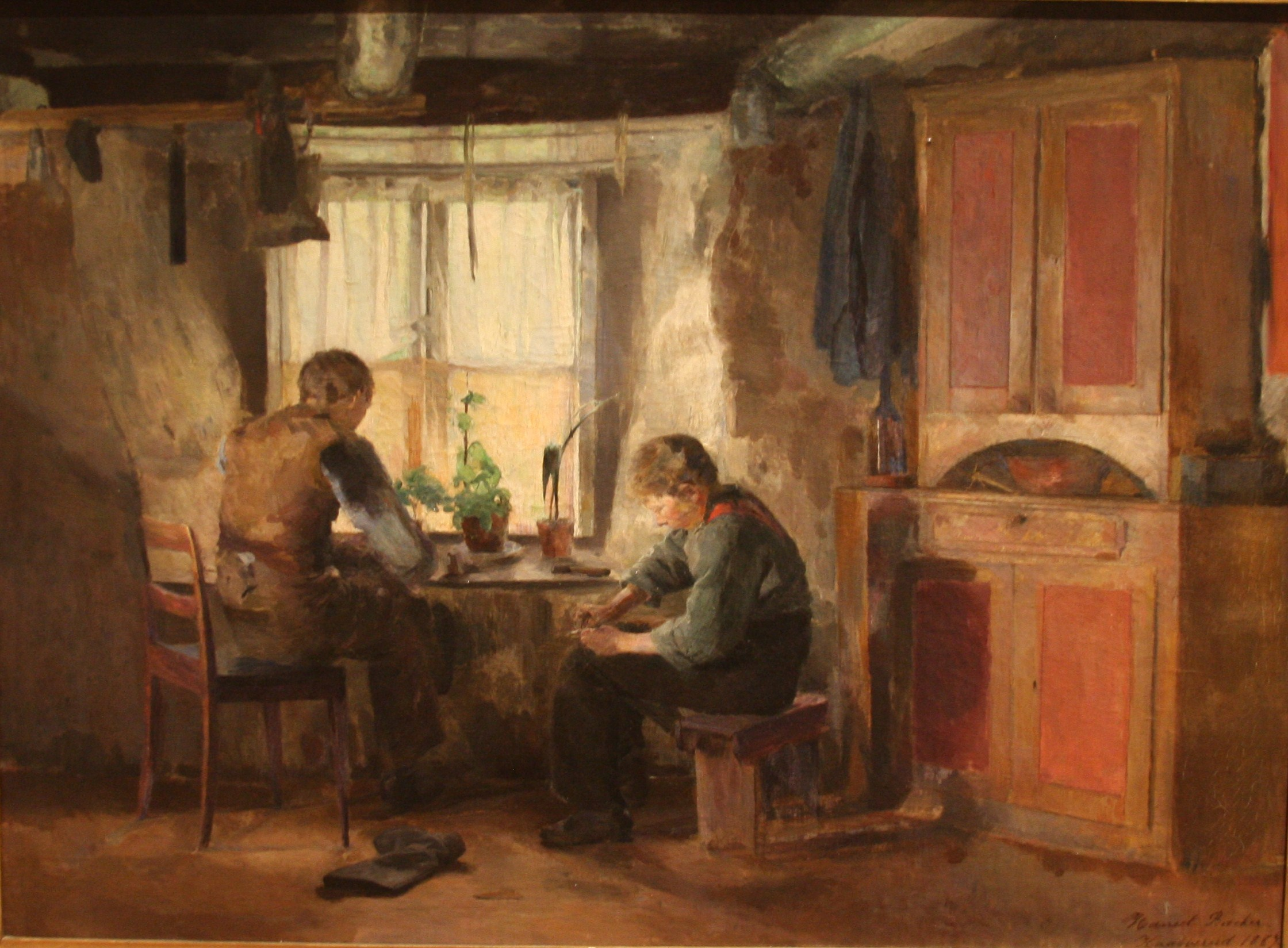
Bygdesmomakare, 1887
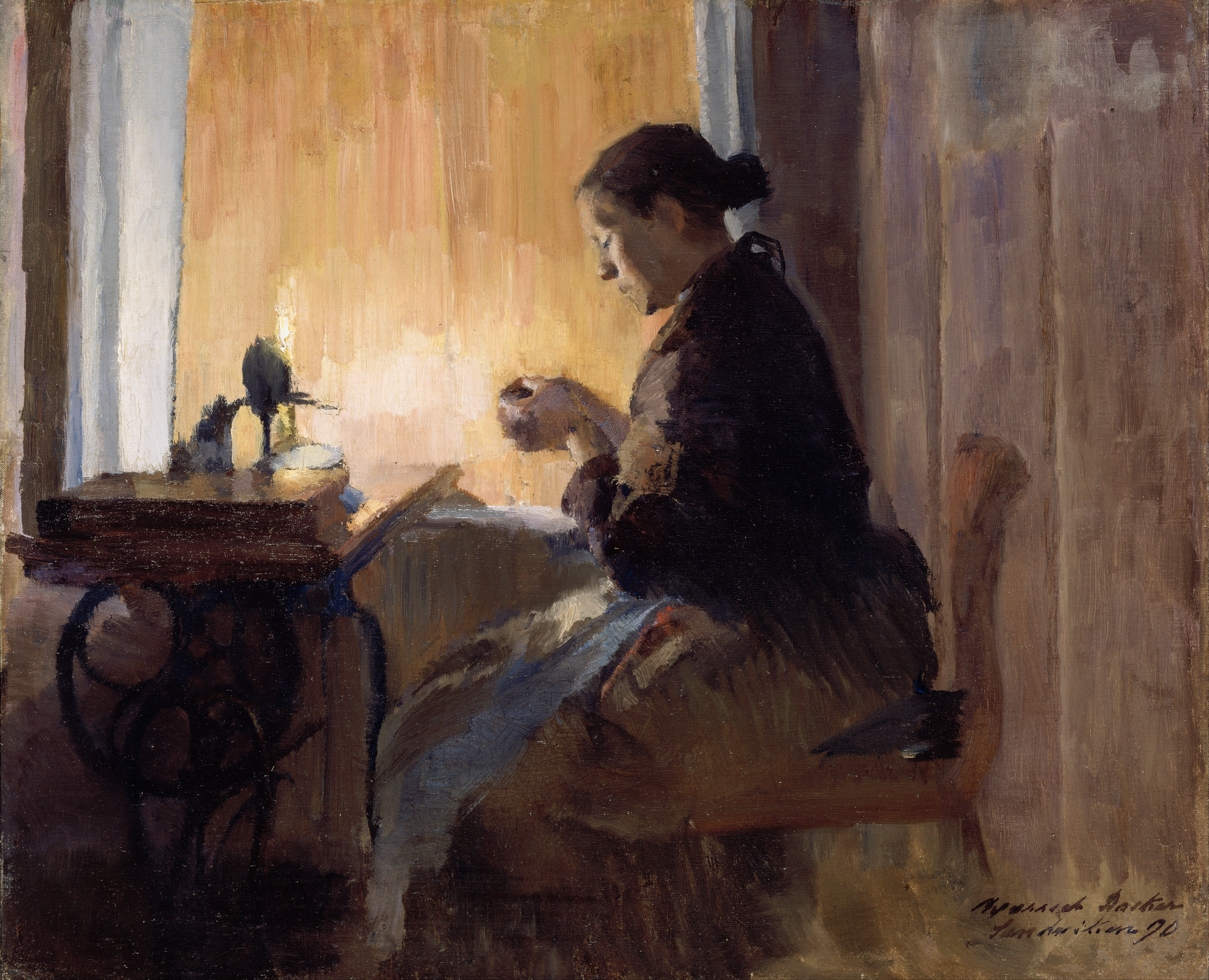
Ved lampelys, 1890
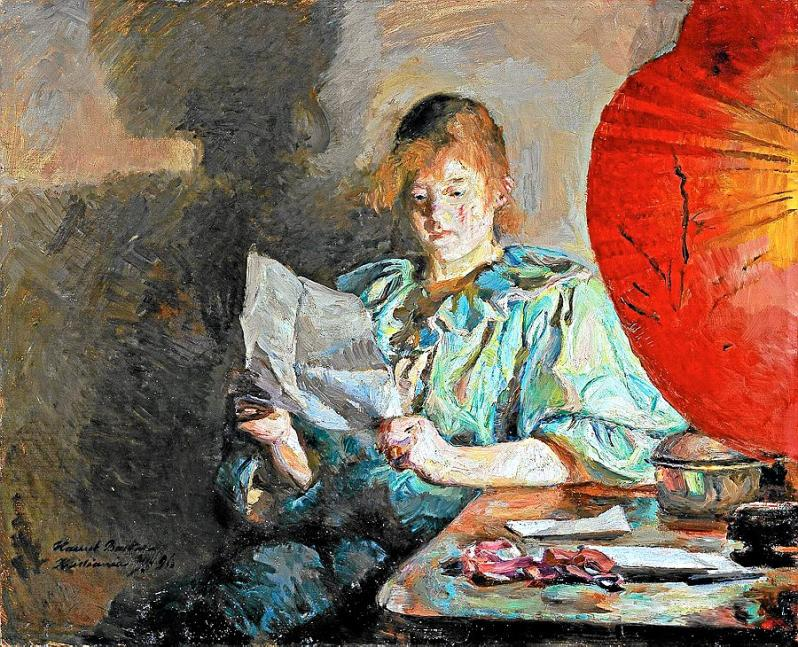
Aften, interiør, 1890
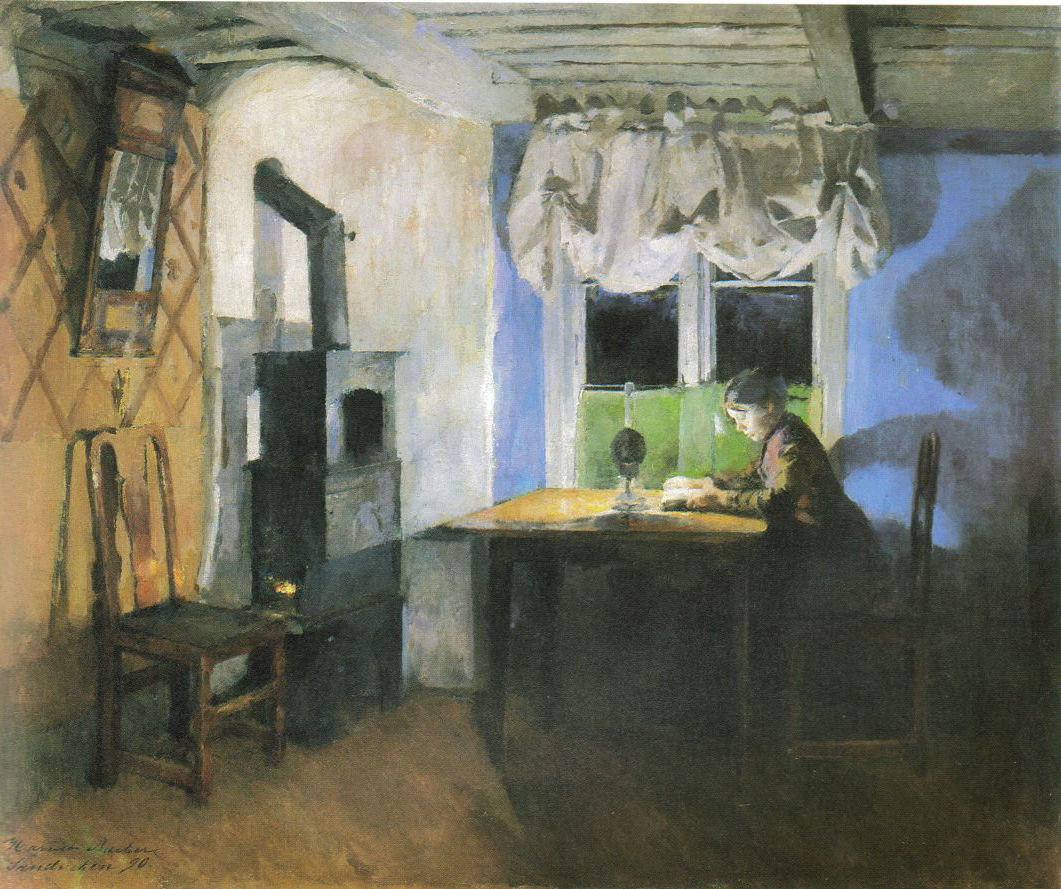
Ved lampelys, 1890
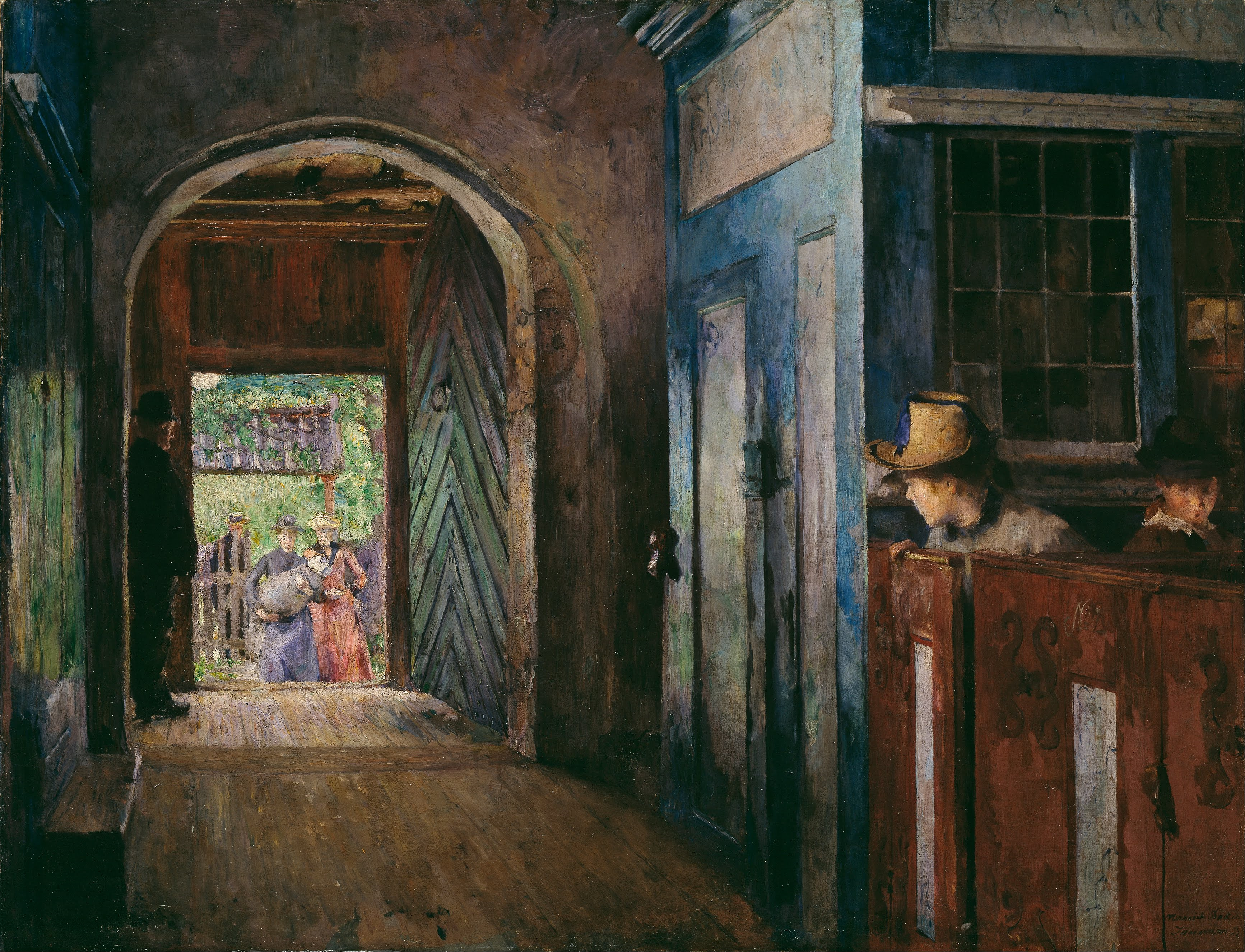
Barnedåp i Tanum kirke, 1892
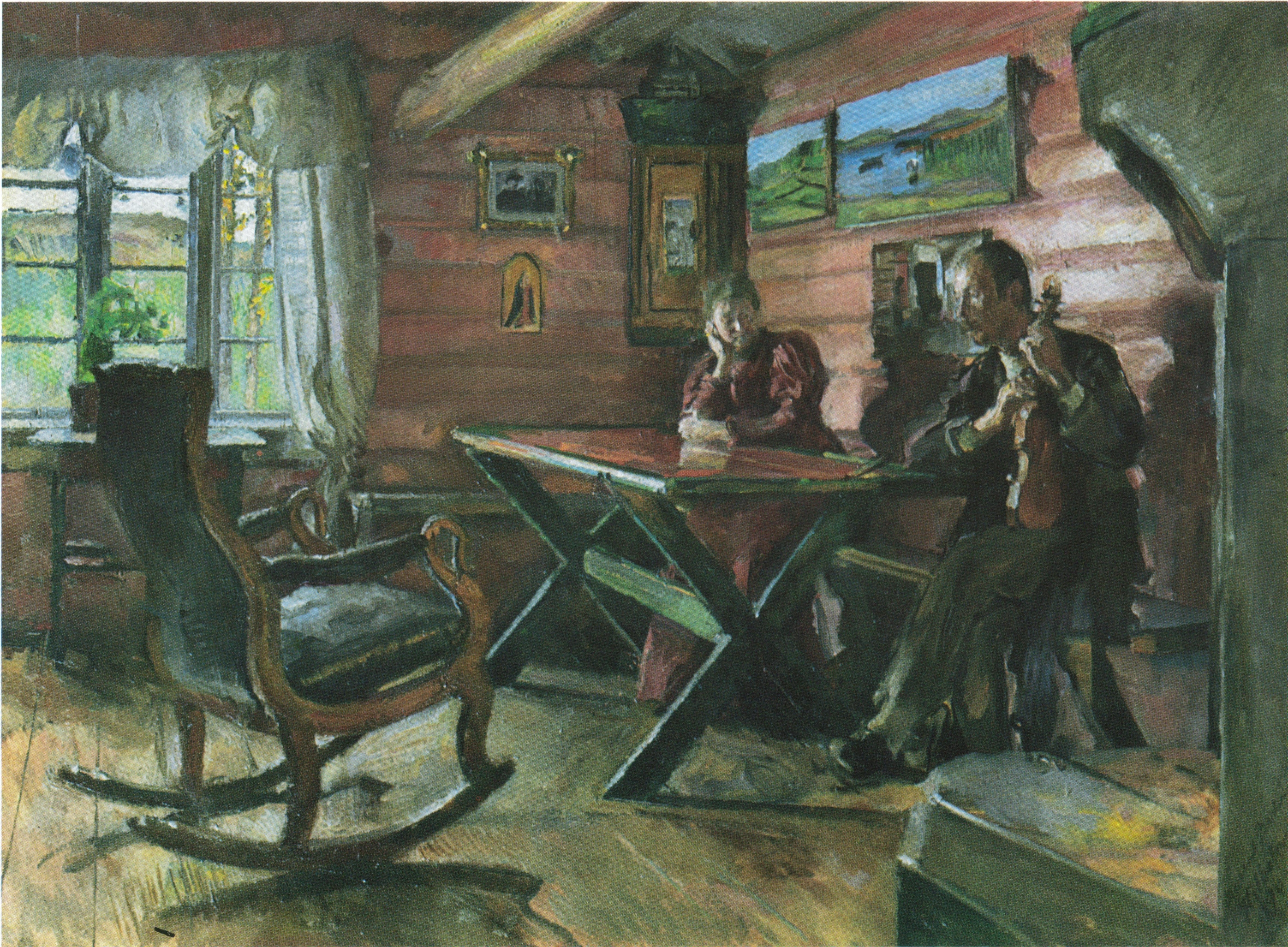
Kolbotnstua, 1896